# Douglas Orgill
Douglas Orgill, né le 10 août 1922 à Walsall, dans le comté des Midlands de l'Ouest en Angleterre, et mort en février 1984 dans le comté de Surrey en Angleterre, est un écrivain britannique.

## Biographie
Douglas Orgill naît à Walsall, dans le comté des Midlands de l'Ouest, en 1922.
Il publie en 1962 un premier roman d'espionnage, Un tigre dans le lac (The Death Bringers), qui est suivi en 1964 par Les Tigres ont faim (Ride a Tiger). Ces deux romans mettent en scène l'agent du Secret Intelligence Service William Mallett et sont publiés en France dans la collection L'Aventure criminelle.
Il écrit ensuite plusieurs romans policiers et d'espionnages, comme Jasius Pursuit qui est finaliste du Gold Dagger Award en 1973. Il est également l'auteur de plusieurs ouvrages consacrés à la Première et à la Seconde Guerre mondiale. Il a notamment écrit sur l'offensive des Cent-Jours, sur le char russe T-34, sur la ligne gothique et sur l'unité de bombardiers allemands Kampfgeschwader 200.
En 1979, il entame une collaboration avec John Gribbin. Ensemble, ils signent deux romans de science-fiction, Le Sixième Hiver (The Sixth Winter) et Brother Esau.
Il décède en 1984.

## Œuvre

### Série William Mallett
- The Death Bringers (1962) Publié en français sous le titre Un tigre dans le lac, traduction de Jeanne Fournier-Pargoire, Paris, Fayard, coll. « L'Aventure criminelle » no 144, 1962
- Ride a Tiger (1963) Publié en français sous le titre Les tigres ont faim, traduction de Jeanne Fournier-Pargoire, Paris, Fayard, coll. « L'Aventure criminelle » no 180, 1964

### Autres romans
- Man in the Dark (1965)
- The Gothic Line (1967)
- The Astrid Factor (1968)
- T34 ; Russian armor (1971)
- Armoured onslaught: 8th August 1918 (1972)
- Jasius Pursuit (1973)
- KG 200: The Force with no Face (1977, avec John Clive)
- The Sixth Winter (1979, avec John Gribbin) Publié en français sous le titre Le Sixième Hiver, traduction de Michel Courtois-Fourcy, Paris, Seuil, 1982
- Brother Esau (1982, avec John Gribbin)